# Перевозинское (сельское поселение)
Перевозинское — упразднённое муниципальное образование со статусом сельского поселения в Воткинском районе Удмуртии Российской Федерации.
Административный центр — село Перевозное.
25 июня 2021 года упразднено в связи с преобразованием муниципального района в муниципальный округ.

## История
Статус и границы сельского поселения установлены Законом Удмуртской Республики от 16 ноября 2004 года № 63-РЗ «Об установлении границ муниципальных образований и наделении соответствующим статусом муниципальных образований на территории Воткинского района Удмуртской Республики».

## Население
| 2010  | 2012  | 2013  | 2014  | 2015  | 2016  | 2017  |
| ----- | ----- | ----- | ----- | ----- | ----- | ----- |
| 1674  | ↗1679 | ↗1696 | ↗1709 | ↘1663 | ↘1636 | ↘1619 |
| 2018  | 2019  | 2020  |       |       |       |       |
| ↘1618 | →1618 | ↘1598 |       |       |       |       |

## Состав сельского поселения
| № | Населённый пункт | Тип населённого пункта       | Население |
| - | ---------------- | ---------------------------- | --------- |
| 1 | Дома 78 км       | населённый пункт             | →0        |
| 2 | Ледухи           | деревня                      | ↗11       |
| 3 | Максимово        | деревня                      | ↗44       |
| 4 | Нива             | деревня                      | ↗201      |
| 5 | Ольхово          | деревня                      | ↗299      |
| 6 | Перевозное       | село, административный центр | ↗1105     |
| 7 | Сидоровы Горы    | деревня                      | ↗19       |